# Aeschnophlebia tamdaoensis
Aeschnophlebia tamdaoensis – gatunek ważki z rodziny żagnicowatych (Aeshnidae). Znany jest wyłącznie z Parku Narodowego Tam Đảo w północnym Wietnamie.